# Cellula staminale amniotica
Le cellule staminali amniotiche sono cellule staminali che si trovano nel liquido amniotico che circonda il feto durante la gestazione. Esso viene prelevato a scopo di diagnosi prenatale durante l'esame facoltativo comunemente denominato amniocentesi.

## Caratteristiche
Le cellule staminali amniotiche hanno caratteristiche biologiche molto simili alle cellule staminali embrionali, ma non hanno le controindicazioni di tipo etico legate alla distruzione dell'embrione. La ricerca su queste cellule è ancora in una fase molto precoce e sembra poter avere buone prospettive di sviluppo.
La notizia della scoperta che le cellule staminali contenute nel liquido amniotico hanno caratteristiche biologiche molto simili a quelle embrionali è del 2007, quando ricercatori dell'Università Harvard e dell'Istituto di Medicina dell'Università di Wake Forest, nella Carolina del Nord, pubblicarono l'esito delle proprie ricerche, dimostrando che nel liquido amniotico si possono reperire cellule staminali capaci di differenziarsi, proprio come quelle embrionali, in cellule di tessuti, muscoli, nervi e ossa.
Negli ultimi anni si sono aggiunti numerosi lavori scientifici, tra cui molti italiani: oltre a Paolo De Coppi e Athala si possono annoverare quelli del genetista italiano Giuseppe Simoni, studi che hanno via via arricchito le conoscenze sulle potenzialità delle cellule staminali contenute nel liquido amniotico.
Infine non solo è stata dimostrata anche la capacità differenziativa anche in cellule ematopoietiche, utili per la cura delle patologie del sistema del sangue. ma recentemente è stato dimostrato che le cellule staminali amniotiche possono addirittura ridiventare cellule staminali embrionali, con tutte le caratteristiche biologiche delle staminali embrionali ma senza i problemi etici e di stabilità genomica delle embrionali stesse .
Sull'uso delle cellule staminali embrionali è sempre aperto un confronto etico molto aspro, mentre l'uso delle cellule amniotiche non ha alcuna controindicazione di tipo etico  e recentemente anche l'Osservatore Romano - autorevole quotidiano della Santa Sede - si è espresso definendo queste cellule "le staminali buone" 

## Crioconservazione
È possibile crioconservare le cellule staminali contenute nel liquido amniotico. 
Banche pubbliche e private sono attive sia in Italia che in molti altri paesi.